# Ehime FC
L'Ehime Football Club (愛媛FC?, Ehime Efushī), meglio noto come Ehime FC, è una società calcistica giapponese con sede nella città di Matsuyama. Milita nella J2 League, la seconda divisione del campionato giapponese.

## Storia
Fondato nel 1970 con il nome di Matsuyama Soccer Club, è stato ribattezzato Ehime Football Club nel 1995. Ha militato nelle leghe minori fino al 2003, quando ha ottenuto la promozione nella Japan Football League.
Uno dei più grandi successi dell'Ehime FC risale al 28 novembre 2007, quando è riuscito a eliminare l'Urawa Red Diamonds - all'epoca detentore dell'AFC Champions League - dalla Coppa dell'imperatore, vincendo per 2-0 in trasferta.

## Palmarès

### Competizioni nazionali
- Japan Football League: 1

2005
- J3 League: 1

2023

## Rosa 2024
Rosa aggiornata al 29 agosto 2024.
| N. |                          | Ruolo | Calciatore        |
| -- | ------------------------ | ----- | ----------------- |
| 1  | Giappone (bandiera)      | P     | Kenta Tokushige   |
| 2  | Giappone (bandiera)      | D     | Ibuki Konno       |
| 3  | Giappone (bandiera)      | D     | Ryōta Moriwaki    |
| 5  | Giappone (bandiera)      | D     | Takanori Maeno    |
| 6  | Giappone (bandiera)      | C     | Masashi Tanioka   |
| 7  | Giappone (bandiera)      | C     | Yutaka Soneda     |
| 8  | Giappone (bandiera)      | C     | Yūta Fukazawa     |
| 9  | Australia (bandiera)     | A     | Ben Duncan        |
| 10 | Giappone (bandiera)      | A     | Riki Matsuda      |
| 11 | Giappone (bandiera)      | A     | Yūta Fujihara     |
| 13 | Giappone (bandiera)      | A     | Ryō Kubota        |
| 14 | Giappone (bandiera)      | C     | Shunsuke Tanimoto |
| 16 | Giappone (bandiera)      | D     | Shūma Mihara      |
| 17 | Giappone (bandiera)      | C     | Shunsuke Motegi   |
| 18 | Giappone (bandiera)      | C     | Shunsuke Kikuchi  |
| 19 | Giappone (bandiera)      | D     | Yūsei Ozaki       |
| 20 | Corea del Sud (bandiera) | D     | Kang Sung-chan    |

| N. |                          | Ruolo | Calciatore            |
| -- | ------------------------ | ----- | --------------------- |
| 21 | Corea del Sud (bandiera) | D     | Bak Keon-woo          |
| 22 | Giappone (bandiera)      | C     | Nelson Ishiwatari     |
| 23 | Corea del Sud (bandiera) | D     | Yu Ye-chan            |
| 24 | Giappone (bandiera)      | C     | Ryō Satō              |
| 25 | Giappone (bandiera)      | C     | Taiga Ishiura         |
| 26 | Giappone (bandiera)      | D     | Kazuya Kanazawa       |
| 27 | Giappone (bandiera)      | A     | Kyōta Funahashi       |
| 28 | Giappone (bandiera)      | C     | Akira Hamashita       |
| 33 | Giappone (bandiera)      | D     | Sora Ogawa (capitano) |
| 34 | Giappone (bandiera)      | D     | Yūsei Shima           |
| 36 | Giappone (bandiera)      | P     | Shūgo Tsuji           |
| 37 | Giappone (bandiera)      | D     | Reiya Morishita       |
| 38 | Giappone (bandiera)      | C     | Jūzō Ura              |
| 39 | Giappone (bandiera)      | C     | Hiroshi Mutō          |
| 40 | Giappone (bandiera)      | A     | Kazuki Sota           |
| 45 | Giappone (bandiera)      | P     | Kazuma Makiguchi      |
| 48 | Giappone (bandiera)      | A     | Tōki Yukutomo         |

### Staff tecnico
Staff tecnico aggiornato al 20 aprile 2025.
- Kiyotaka Ishimaru - Allenatore
- Shin'ya Aono - Viceallenatore
- Kazuhiro Murakami - Collaboratore tecnico
- On Byung-hoon - Collaboratore tecnico
- Keisuke Hada - Preparatore portieri
- Takehisa Tsugawa - Preparatore fisico
- Tōya Takemoto - Analista